# Smetanova Lhota
Smetanova Lhota é uma comuna checa localizada na região da Boêmia do Sul, distrito de Písek.